# Ladislav Brázda
Ladislav Brázda v německé dokumentaci uváděn též jako Vladislav, Vlastislav či Wladislaus Brázda (17. dubna 1901 Čeřenice – 7. srpna 1942 Berlín-Plötzensee) byl český obchodník, na počátku druhé světové války člen vojenské odbojové organizace Obrana národa a vydavatel největšího protektorátního ilegálního časopisu V boj.

## Život
Narodil se 17. dubna 1901 v Čeřenicích, kde navštěvoval obecnou školu. Studoval na gymnáziu a na obchodní akademii v Praze složil v roce 1920 odbornou závěrečnou zkoušku. Krátce nato začal pracovat v Praze jako bankovní úředník, od roku 1930 působil jako zaměstnanec realitní kanceláře tamtéž. Na konci 30. let 20. století si založil vlastní realitní kancelář a následně působil jako spolumajitel firmy Nostra v Dobřichovicích, která v roce 1940 zkrachovala.

## Protinacistický odboj

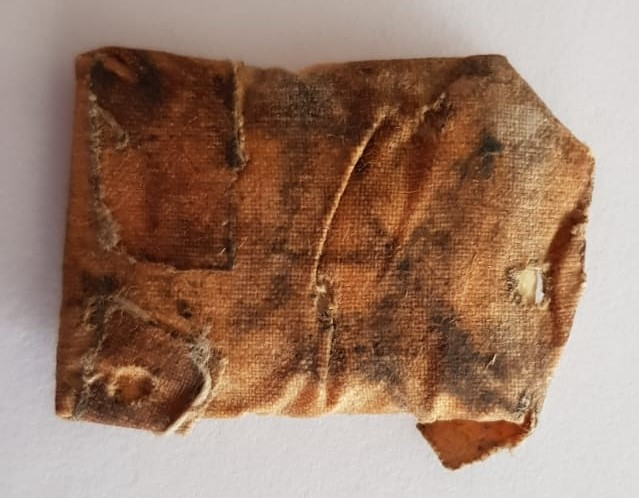
Ampulka s cyankali zabalená v gáze a oblepená leukoplastí, kterou u sebe měl Ladislav Brázda v čase zatčení gestapem

V listopadu roku 1939 ukrýval ve svém holešovickém bytě zakladatele časopisu V boj Josefa Škaldu a jeho tehdejšího vedoucího redaktora Karla Lukeše. Poté, co v březnu 1940 Karel Lukeš emigroval, převzal Ladislav Brázda společně s Jiřím Pujmanem a Josefem Berendou řízení výroby časopisu. V Brázdově bytě se od té doby tiskla některá vydání a scházela se zde redakční rada tohoto časopisu. Na začátku roku 1940 dostal Brázda společně s Františkem Janíkem od Josefa Sojky leukoplastí oblepenou ampulku s kyanidem draselným zabalenou v gáze, aby se mohli v případě zatčení gestapem otrávit.

## Věznění a smrt

Vyhláška o popravě Ladislava Brázdy a Františka Janíka ze dne 7. srpna 1942

Dne 17. června 1940 gestapo Ladislava Brázdu zatklo. Zásah gestapa byl natolik překvapivý, že Brázda ampulku s jedem nestihl použít. Ampulka se tedy dostala do rukou gestapa, které poté nechalo vyhotovit chemický rozbor, jež přítomnost kyanidu potvrdil. Společně s obálkou, ve které byla uložena, se uchovala jako příloha k Brázdovým soudním aktům až do dnešní doby. Brázda byl následně vězněn v Malé pevnosti Terezín a berlínské věznici Alt Moabit. Lidovým soudním dvorem byl v Berlíně 15. dubna 1942 odsouzen pro přípravu velezrady, napomáhání nepříteli a neoprávněné držení zbraní k trestu smrti a trvalé ztrátě čestných občanských práv. Popraven byl 7. srpna 1942 ve věznici Plötzensee.